# Hrabstwo Shackelford

Piramida wieku hrabstwa

Hrabstwo Shackelford – hrabstwo położone w USA, w stanie Teksas. Utworzone w 1874 r. Siedzibą hrabstwa jest Albany. Z gęstością zaludnienia 1,36 os./km², należy do pięćdziesięciu najsłabiej zaludnionych hrabstw Teksasu.
Podstawą gospodarki hrabstwa jest rolnictwo, hodowla i produkcja ropy naftowej. Ropa naftowa została odkryta w hrabstwie Shackelford w 1910 roku, a w 1946 roku odkryto nową formację Ellenberger. Hrabstwo Shackelford skupia główną część Oficjalnego Stanowego Stada Texas Longhorn (Official State of Texas Longhorn Herd), utrzymywanego w Fort Griffin.

## Sąsiednie hrabstwa
- Hrabstwo Throckmorton (północ)
- Hrabstwo Stephens (wschód)
- Hrabstwo Eastland (południowy wschód)
- Hrabstwo Callahan (południe)
- Hrabstwo Jones (zachód)
- Hrabstwo Haskell (północny zachód)
- Hrabstwo Taylor (południowy zachód)

## Ludność
Według danych pięcioletnich z 2023 toku, mieszkańcy deklarują głównie pochodzenie irlandzkie (15,9%), angielskie (13,8%), niemieckie (12,6%), meksykańskie (12,1%) i „amerykańskie” (9,3%). 82,5% mieszkańców to biali niebędący Latynosami.
Średni dochód gospodarstwa domowego (dane z 2023) w hrabstwie wynosi 64 659 dolarów, zaś dochód na mieszkańca 34 010 dolarów. 12,8% mieszkańców żyje poniżej relatywnej granicy ubóstwa. 

### Miasta
- Albany
- Moran